# Adolf Paqualen
Adolf Jan Paqualen (ur. 24 czerwca?/6 lipca 1871 w Dąbrówce, w guberni orłowskiej, zm. 14 listopada 1953 w Sosnowcu) – pułkownik piechoty Wojska Polskiego narodowości fińskiej.

## Życiorys
Syn Andrzeja i Marii z Aleksandrowiczów, wyznania ewangelicko-augsburskiego. Uczył się w szkole realnej w Smoleńsku. 9 grudnia 1893 rozpoczął służbę w armii rosyjskiej. 12 sierpnia 1895 ukończył Moskiewską Szkołę Junkrów Piechoty, został mianowany podporucznikiem i wcielony do Litewskiego Pułku Lejbgwardii w Warszawie. We wspomnianym pułku służył nieprzerwanie do 1916 i walczył podczas I wojny światowej. W czasie służby awansował na kolejne stopnie: podporucznika Gwardii ze starszeństwem z 12 sierpnia 1896, porucznika ze starszeństwem z 12 sierpnia 1890, sztabskapitana ze starszeństwem z 12 sierpnia 1904, kapitana ze starszeństwem z 12 sierpnia 1908 i pułkownika ze starszeństwem z 22 marca 1915.
1 marca 1919 został przyjęty do Wojska Polskiego z byłych Korpusów Wschodnich i byłej armii rosyjskiej z zatwierdzeniem posiadanego stopnia pułkownika i przydzielony z dniem 11 lutego 1919 do Rezerwy Oficerów WP. Z dniem 14 maja 1919 został przeniesiony do armii gen. Hallera. Od 1 września 1919 do 29 maja 1920 dowodził 50 pułkiem piechoty. Na jego czele walczył z bolszewikami. 29 maja 1920 w bitwie pod Nowym Żywotowem dowodzony przez niego pułk poniósł klęskę i został rozbity. 11 czerwca 1920 został zatwierdzony z dniem 1 kwietnia 1920 w stopniu podpułkownika, w piechocie, w grupie oficerów byłych Korpusów Wschodnich i byłej armii rosyjskiej. 21 czerwca 1920 minister spraw wojskowych zezwolił mu „korzystać tytularnie ze stopnia pułkownika”.
1 czerwca 1921 pełnił służbę w Oddziale Naczelnej Kontroli Wojskowej, a jego oddziałem macierzystym był 1 pułk piechoty Legionów. 3 maja 1922 został zweryfikowany w stopniu pułkownika ze starszeństwem od 1 czerwca 1919 i 72. lokatą w korpusie oficerów piechoty. Później został przydzielony do Rezerwy Oficerów Sztabowych przy Dowództwie Okręgu Korpusu Nr I w Warszawie. 1 marca 1924, w związku z likwidacją Rezerwy Oficerów Sztabowych przy Okręgach Korpusów, został przeniesiony do 59 pułku piechoty w Inowrocławiu z równoczesnym odkomenderowaniem do Szefostwa Poborowego DOK I do czasu wyznaczenia na stanowisko etatowe. W lutym 1926 został przydzielony do Oficerskiego Trybunału Orzekającego. Z dniem 1 marca 1927 został mu udzielony dwumiesięczny urlop z zachowaniem uposażenia, a z dniem 30 kwietnia tego roku został przeniesiony w stan spoczynku . Był przedstawiony do odznaczenia Orderem Odrodzenia Polski. W 1934, jako oficer stanu spoczynku pozostawał w ewidencji Powiatowej Komendy Uzupełnień Warszawa Miasto III. Posiadał przydział do Oficerskiej Kadry Okręgowej Nr I. Był wówczas „w dyspozycji dowódcy Okręgu Korpusu Nr I”.
Zmarł w Szpitalu nr 2 w Sosnowcu w następstwie wstrząsu pooperacyjnego. Został pochowany na cmentarzu ewangelickim w Sosnowcu.
Był żonaty z Marią Aleksandrowicz primo voto Jaczewską (zm. 1941). Pierwszym mężem Marii był Artur Jaczewski (1863–1932), rosyjski mykolog i fitopatolog.

## Ordery i odznaczenia
- Order Świętej Anny 2 stopnia – 23 kwietnia 1915[1]
- Order Świętego Stanisława 2 stopnia – 3 lutego 1915[1]
- Order Świętej Anny 3 stopnia – 1911[1]
- Order Świętego Stanisława 3 stopnia – 1907[1]